# Jordan Mechner
Jordan Mechner (New York, 1964. június 4. –) amerikai videójáték tervező, író, forgatókönyvíró és filmkészítő, legtöbben Prince of Persia videójáték-sorozat megteremtőjeként ismerik.

## Pályafutása
New Yorkban született és a Yale Egyetemen szerzett diplomát pszichológiából 1985-ben.
Mechner első játéka, a Karateka még az egyetemi évei alatt készült és jelent meg 1984-ben Apple II-re, amivel egyből komoly sikereket ért el. 
Második játéka a Prince of Persia 1989-ben jelent meg és kitűnt a kor játékai közül a karakterek folyamatos animációjával, amit úgy hozott létre, hogy testvére mozgását megörökítette, majd felhasználta a játék elkészítésénél. A játék még az előzőnél is nagyobb sikernek örvendett és az összes jelentősebb platformra készült belőle átirat. Apple II-re mindkét játék kiadását a Brøderbund segítette. A folytatás, a Prince of Persia 2: The Shadow and the Flame 4 évvel később jelent meg.
Ezt követően létrehozta független fejlesztő stúdióját, a Smoking Car Productionst, ahol több mint 30 fejlesztő élén elkészítette a kritikailag sikeres The Last Express című játékot (Metacriticen 82-es átlag, 8 értékelés alapján), amit szintén a Brøderbund adott ki, viszont a fejlesztése drága volt, így a kiadó az alacsony marketing költségvetéshez ragaszkodott és többek között ez is hozzájárult a játék gyenge eladásaihoz.
2001-ben a Ubisoft támogatásával és Ubisoft Montreal segítségével hozzálátott az új generáció számára készülő Prince of Persia: The Sands of Time játékhoz. (Játéktervező és történetíró, és kreatív tanácsadóként vett részt a fejlesztésben.) 2003-as megjelenésekor nagy sikert aratott, az AIAS kategóriáiban 12 nevezésből 8-at díjra is váltott.
A Ubisoft aztán már nélküle folytatta a sorozatot, a legutóbbi rész a 2010-ben megjelenő Prince of Persia: The Forgotten Sands volt.
Mechner egyike azoknak a játéktervezőknek, akik filmre is vihették alkotásaikat, ugyanis a Disney támogatta a Perzsia hercege: Az idő homokja elkészítését. A rendező Mike Newell a producer pedig Jerry Bruckheimer lett és olyan híres színészek játszottak benne, mint Jake Gyllenhaal, Gemma Arterton, Ben Kingsley és Alfred Molina. A 2010 májusában bemutatott filmnek vezető producere és ő fektette le a történet alapjait.
2003-ban ő maga írt és rendezett egy dokumentumfilmet Chavez Ravine: A Los Angeles Story, amivel egy Oscar jelöléshez is közel került. 2005-ben a PBS amerikai közszolgálati csatornán le is vetítette.
2007-ben dolgozott egy Prince of Persia képregényen. Mechner és A.B. Sina írta a történetet és a párbeszédeket, az illusztrációkat pedig LeUyen Pham és Alex Puvilland készítette. Egy ehhez hasonló, de a sorozathoz nem kapcsolódó képregény tervei is megfogalmazódtak, ami végül 2010 májusában jelent meg Solomon's Thieves címmel First Second Books kiadásában. (Ők adták ki az előző képregényt, illetve ezúttal is LeUyen Pham és Alex Puvilland készítették a képeket.) 2010 áprilisában újabb Prince of Persia képregény a Before the Sandstorm készült el, aminek a története a filmhez kötődött.
Mechner egy Michael Turner képregényből készülő film, a Fathom forgatókönyvének megírását vállalta, amit a 20th Century Fox készítene és Megan Fox alakítaná a főszereplőt, Aspen Matthewst, de azóta nem derült ki több információ a projektről.
2009 novemberében elérhetővé tette weboldalán a naplóját, amit a Prince of Persia készítése közben vezetett.

## Játékok
- Karateka (1984)
- Prince of Persia (1989)
- Prince of Persia 2: The Shadow and the Flame (1993)
- The Last Express (1997)
- Prince of Persia: The Sands of Time (2003)

## Filmek
- Waiting for Dark (1993)
- Chavez Ravine: A Los Angeles Story (2003)
- Perzsia hercege: Az idő homokja (2010) (A film forgatókönyvéért volt felelős.)